# アリソン・アーングリン
アリソン・アーングリン（Alison Arngrim、1962年1月18日 - ）は、アメリカの女優。人気TVシリーズ『大草原の小さな家』のネリー役で有名。

## 略歴
アリソンの父Thorはハリウッドで有名なマネージャーであった。母Normaはアニメ声優。兄のステファンも子役俳優としてスタート。
『大草原の小さな家』では当初ローラ役のオーディションを受け、後にメアリー役を受けたが、最終的にはローラを虐めるネリー役を獲得。
『大草原の小さな家』で夫役を演じたスティーブ・トレイシーとは親友の仲になったが、シリーズ終了後にエイズで死亡してしまう。その事がきっかけとなりアリソンはエイズ撲滅の啓蒙活動を始める。
2004年にラリー・キング・ライブに出演し、家族から性的虐待を受けていた事を告白。その時点では誰から虐待を受けていたのかは発表しなかったが、2010年に自伝"Confessions of a Prairie Bitch"を出版し、その中で兄のステファンにより虐待を受けていた事を告白。幼児虐待の啓蒙活動も積極的に行っている。またこの自伝はアメリカでは絶賛され、フランス語版も出版された。
現在は女優活動の他、スタンダップコメディアンとしても活躍中。

## 私生活
1980年代後半に作家のDonald Spencerとわずかの間結婚していた。その後エイズ撲滅のチャリティーイベントで知り合ったミュージシャンのRobert Paul Schoonoverと1993年に再婚。現在はロサンゼルス在住。
ローラ役のメリッサ・ギルバートとは実生活でも親友で、シリーズ終了後も連絡を取り合う仲である。